# Сан-Мартино-ин-Бадия
Сан-Марти́но-ин-Бади́я (итал. San Martino in Badia), также Сан-Мартин-де-Тор (ладинск. San Martin de Tor), или Санкт-Ма́ртин-ин-Турн (нем. St. Martin in Thurn) — коммуна в Италии, располагается в регионе Трентино — Альто-Адидже, в провинции Больцано.
Население составляет 1727 человек (2008 г.), плотность населения составляет 22 чел./км². Занимает площадь 76 км². Почтовый индекс — 39030. Телефонный код — 0474.
Покровителями коммуны почитаются святой Иоанн Предтеча, празднование 24 июня, и святитель Мартин Турский, празднование 11 ноября . 

## Демография
Динамика населения:

## Администрация коммуны
- Официальный сайт: http://www.comune.sanmartinoinbadia.bz.it/